# Soul to Soul (альбом)
Soul to Soul  — третий студийный альбом американского блюз-рок-музыканта Стиви Рэй Вона и его группы Double Trouble. Он был выпущен 30 сентября 1985 года на лейбле Epic Records. Сессии звукозаписи проходили с марта по май 1985 года в Dallas Sound Lab в Далласе, штат Техас. Вон написал четыре из десяти треков Soul to Soul; две песни были выпущены в качестве синглов. Альбом занял 34-е место в чарте Billboard 200, а клип на песню «Change It» регулярно крутили на MTV. В 1999 году было выпущено переиздание альбома, включающее аудиоинтервью и два студийных ауттейка.

## Отзывы
| Оценки критиков                       | Оценки критиков |
| Источник                              | Оценка          |
| ------------------------------------- | --------------- |
| AllMusic                              | [ 2 ]           |
| Christgau's Record Guide              | B+              |
| The Great Rock Discography            | 7/10            |
| Kerrang!                              | [ 5 ]           |
| The Penguin Guide to Blues Recordings | [ 6 ]           |

Soul to Soul получил положительные отзывы музыкальных критиков.

## Список композиций

### Оригинальное издание
Слова и музыка всех песен — Стиви Рэй Вон, кроме указанных.
| №  | Название                         | Автор(ы)       | Длительность |
| -- | -------------------------------- | -------------- | ------------ |
| 1. | «Say What!»                      |                | 5:23         |
| 2. | «Lookin' Out the Window»         | Doyle Bramhall | 2:48         |
| 3. | «Look at Little Sister»          | Хэнк Баллард   | 3:08         |
| 4. | «Ain't Gone 'n' Give Up on Love» |                | 6:07         |
| 5. | «Gone Home»                      | Эдди Харрис    | 3:07         |

| №   | Название             | Автор(ы)     | Длительность |
| --- | -------------------- | ------------ | ------------ |
| 6.  | «Change It»          | Bramhall     | 3:57         |
| 7.  | «You'll Be Mine»     | Вилли Диксон | 3:46         |
| 8.  | «Empty Arms»         |              | 3:03         |
| 9.  | «Come On (Part III)» | Earl King    | 4:31         |
| 10. | «Life Without You»   |              | 4:18         |

### Бонусные треки переиздания 1999 года
| №   | Название                                              | Автор(ы)       | Длительность |
| --- | ----------------------------------------------------- | -------------- | ------------ |
| 11. | «SRV Speaks»                                          |                | 1:42         |
| 12. | «Little Wing/Third Stone from the Sun (инструментал)» | Джими Хендрикс | 13:32        |
| 13. | «Slip Slidin' Slim (инструментал)»                    | Vaughan        | 1:42         |

## Чарты
| Чарт (1985—1986)                        | Высшая позиция |
| --------------------------------------- | -------------- |
| Австралия (Kent Music Report)           | 27             |
| Канада (RPM Top Albums/CDs)             | 25             |
| Нидерланды (Album Top 100)              | 48             |
| Финляндия (The Official Finnish Charts) | 3              |
| Новая Зеландия (RMNZ)                   | 16             |
| Швеция (Sverigetopplistan)              | 39             |
| Швейцария (Schweizer Hitparade)         | 18             |
| США (Billboard 200)                     | 34             |

## Сертификации
| Регион                                                      | Сертификация | Продажи    |
| ----------------------------------------------------------- | ------------ | ---------- |
| Канада (Music Canada)                                       | Золотой      | 50 000^    |
| Новая Зеландия (RMNZ)                                       | Золотой      | 7500^      |
| США (RIAA)                                                  | Платиновый   | 1 000 000^ |
| ^ Данные о тиражах приведены только на основе сертификации. |              |            |